# Cliffortia dodecandra
Cliffortia dodecandra är en rosväxtart som beskrevs av August Henning Weimarck. Cliffortia dodecandra ingår i släktet Cliffortia och familjen rosväxter. Inga underarter finns listade i Catalogue of Life.